# Kolumbia na Letnich Igrzyskach Olimpijskich 1968
Kolumbia na  Letnich Igrzyskach Olimpijskich 1968 była reprezentowana przez 43 zawodników (38 mężczyzn i 5 kobiet). Reprezentanci nie zdobyli ani jednego medalu.
Był to siódmy występ Kolumbijczyków na Letnich Igrzyskach Olimpijskich.

## Skład kadry

### Kolarstwo

#### Mężczyźni
- Héctor Urrego – sprint – nie dotarł do finału
- Pedro Sánchez – szosa – 30 miejsce
- Miguel Samacá – szosa – DNF
- Martín Rodríguez – szosa – 9 miejsce, 4000 m na dochodzenie
- Álvaro Pachón – szosa – 15 miejsce
- Jorge Hernández – 1000 m na czas – 25 miejsce
- José Jaime Galeano – sprint – nie dotarł do finału
- Drużynowo (Luis Saldarriaga, Severo Hernández, Mario Vanegas, Martín Rodríguez) – sztafeta 4x1 000 m – nie dotarli do finału

### Lekkoatletyka

#### Mężczyźni
- Jimmy Sierra – 100 m – nie dotarł do finału
- Álvaro Mejía – 10 000 m – 10 miejsce
- Pedro Grajales – 200 m – nie dotarł do finału, 400 m – nie dotarł do finału
- Hernando Arrechea – 110 m przez płotki – nie dotarł do finału

### Piłka nożna

#### Turniej Mężczyzn
- Ramiro Viáfara
- Javier Tamayo
- Luis Soto
- Gustavo Santa
- Otoniel Quintana
- Joaquín Pardo
- Pedro Ospina
- Norman Ortiz
- Oscar Muñoz
- Fabio Mosquera
- Decio López
- Alfonso Jaramillo
- Gabriel Hernández
- German González
- Alberto Escobar
- Gabriel Berdugo
- Alfredo Arango

Grupa A
| M | Reprezentacja | L.m. | Zw. | Rem. | Por. | Bramki | R.br. | Pkt |
| 1 | Francja       | 3    | 2   | 0    | 1    | 8:4    | +4    | 4   |
| 2 | Meksyk        | 3    | 2   | 0    | 1    | 6:4    | +2    | 4   |
| 3 | Kolumbia      | 3    | 1   | 0    | 2    | 4:5    | -1    | 2   |
| 4 | Gwinea        | 3    | 1   | 0    | 2    | 4:9    | -5    | 2   |

| 13 października |  | Meksyk | 1 | - | 0 (1-0) | Kolumbia |

| 15 października |  | Gwinea | 3 | - | 2 (1-0) | Kolumbia |

| 17 października |  | Kolumbia | 2 | - | 1 (2-0) | Francja |

### Pływanie

#### Kobiety
- Nelly Syro – 200 m zmiennym – nie dotarła do finału, 400 m zmiennym – nie dotarła do finału
- Patricia Olano – 100 m dowolnym – nie dotarła do finału, 200 m dowolnym – nie dotarła do finału, 400 m dowolnym – nie dotarła do finału, 800 m – nie dotarła do finału, 400 m zmiennym – nie dotarła do finału
- Carmen Gómez – 100 m motylkiem – nie dotarła do finału, 200 m motylkiem – nie dotarła do finału
- Olga de Angulo – 400 m dowolnym – nie dotarła do finału, 800 m dowolnym – nie dotarła do finału, 200 m  – nie dotarła do finału, 400 m zmiennym – nie dotarła do finału

#### Mężczyźni
- Julio Arango – 200 m dowolnym – nie dotarł do finału, 400 m dowolnym – nie dotarł do finału, 1500 m dowolnym – nie dotarł do finału
- Tomas Becerra – 100 m motylkiem – nie dotarł do finału, 200 m motylkiem – nie dotarł do finału, 400 m zmiennym – nie dotarł do finału
- Ivan Gomina – 100 m klasycznym – nie dotarł do finału, 200 m klasycznym – nie dotarł do finału
- Ricardo González – 100 m dowolnym – nie dotarł do finału, 200 m dowolnym – nie dotarł do finału
- Federico Sicard – 100 m dowolnym – nie dotarł do finału, 200 m dowolnym – nie dotarł do finału
- Drużynowo (Julio Arango, Tomas Becerra, Federico Sicard, Ricardo González) – 4x100 m dowolnym – nie dotarli do finału
- Drużynowo (Julio Arango, Tomas Becerra, Federico Sicard, Ricardo González) – 4x200 m dowolnym – nie dotarli do finału

### Skoki do wody

#### Kobiety
- Martha Manzano – trampolina – 22 miejsce

#### Mężczyźni
- Diego Henao – wieża – 32 miejsce
- Salim Barjum – trampolina – 24 miejsce

## Źródła
- Sport – reference.com. sports-reference.com. [zarchiwizowane z tego adresu (2008-12-23)].